# قنفذي مشرقي
القنفذي المشرقي نوع نباتي ينتمي إلى جنس القنفذي من الفصيلة النجمية.

## الموئل والانتشار
موطنه تركيا والقوقاز